# Paludititan
Paludititan is een geslacht van plantenetende sauropode dinosauriërs, behorend tot de groep van de Titanosauriformes, dat tijdens het late Krijt leefde in het gebied van het huidige Roemenië.

## Vondst en naamgeving
In 2002 vond een Belgisch-Roemeense expeditie op "vindplaats 10" bij Nǎlaţ-Vad in een rivierbodem, die van de Râul Mare, resten van een sauropode, het eerste meer complete skelet van de Sauropoda dat in Roemenië was aangetroffen. Door lage waterstanden was het mogelijk de fossielen, zij het met moeite, te bergen.
De typesoort Paludititan nalatzensis is in 2010 benoemd en beschreven door Zoltán Csiki, Vlad Codrea, Cǎtǎlin Jipa-Murzea en Pascal Godefroit. De geslachtsnaam verbindt het Latijn voor "moeras", palus, met het Griekse Titaan. De soortaanduiding verwijst naar de kleiafzettingen van Nǎlaţ-Vad.
Het fossiel, holotype UBB NVM1, is gevonden in het Haţegbasin, in een laag kleisteen van de Sânpetruformatie die dateert uit het vroege Maastrichtien. Het bestaat uit een gedeeltelijk skelet zonder schedel. Bewaard zijn gebleven: drie ruggenwervels, minstens negen staartwervels, twaalf chevrons, ribben, de rechterhelft van het bekken, een linkerzitbeen, een onderste stuk van het rechterdijbeen, een rechtervoetklauw en een derde linkervoetklauw. De botten lagen niet in verband maar wel grotendeels in positie. Het werd zeer waarschijnlijk geacht dat ze tot één individu behoorden.
De beschrijvers achtten het mogelijk dat Paludititan identiek was aan Magyarosaurus dacus. Wat er aan materiaal overlapte tussen beide taxa was niet van elkaar te onderscheiden. Aan de andere kant waren er ook geen synapomorfieën, gedeelde afgeleide kenmerken, te ontdekken. Daarbij komt Magyarosaurus dacus van een andere locatie. Men voelde zich gerechtvaardigd een apart geslacht te benoemen.
In 2001 vond een Belgisch-Roemeense expeditie in de nabijheid elf nesten, of althans verzamelingen, van eieren. Die werden in 2012 beschreven. De eieren zijn van een type dat ook bekend is van de Nemegtosauridae en Magyarosaurus valt soms uit als een nemegtosauride. Onzeker is opnieuw of het hier gaat om hetzelfde taxon als Paludititan.

## Beschrijving

### Grootte en onderscheidende kenmerken
Paludititan is een kleine sauropode. Gregory S. Paul schatte in 2016 de lichaamslengte van zulke vormen als Magyarosaurus dacus en Paludititan op zes meter, het gewicht op één ton. De kleine omvang is wellicht een geval van dwergvorming op een eiland.
Het fossiel toont minstens vier unieke afgeleide kenmerken, autapomorfieën. Bij de achterste ruggenwervels lopen de voorste en achterste richels van de onderkant van de zijuitsteeksels bovenaan naar voren krommend parallel. De centra van de middelste staartwervels zijn aan beide zijden plat terwijl de voorste en achterste staartwervels procoel zijn, van voren hol. Bovenaan de buitenste achterkant van het voetstuk van het zitbeen waaraan het darmbeen verbonden is, bevindt zich een verhoging. De voorste staartwervels hebben nauwe doornuitsteeksels waarvan de voorste bovenhoek naar voren uitsteekt.
Daarnaast zijn er nog twee mogelijke autapomorfieën. De achterste ruggenwervels hebben vooraan het uiteinde van hun zijuitsteeksels een extra richel die versmelt met de normale achterste richel — dit kon echter alleen op de linkerzijde van wervel UBB NVM1-45 gecontroleerd worden en is dus onzeker. Het schaambeen is lang en lichtgebouwd.
Verder is er een unieke combinatie van op zich niet unieke kenmerken. De ruggenwervels missen een richel tussen het zijuitsteeksel en het achterste gewrichtsuitsteeksel terwijl ze wel een achterste richel tussen de parapofyse en het wervellichaam hebben. De voorste middelste staartwervels hebben geen diepe groeve in de onderkant.

### Skelet

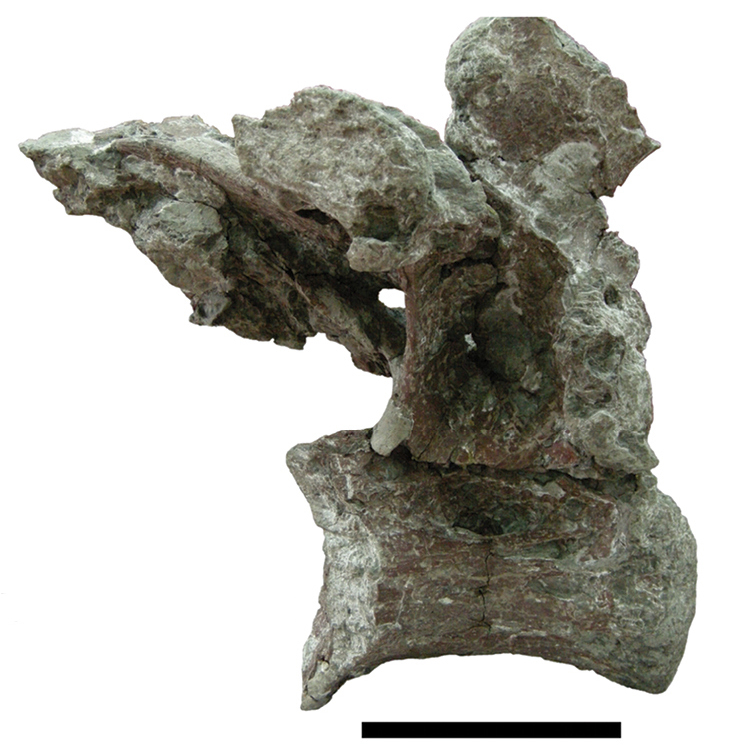
Ruggenwervel UBB NVM1-43

De ruggenwervels zijn sterk gepneumatiseerd: ze zijn uitgehold door grote luchtkamers. Er zijn diepe onverdeelde pleurocoelen aan beide kanten, intern slechts gescheiden door een dun beenschot. Deze hebben een profiel dat een omkering vormt van het normale oogvormige titanosaurische type: ze zijn ovaal maar met een spitse punt aan de voorkant in plaats van de achterkant. De wervels zijn opisthocoel, dus met een bolle voorkant en holle achterkant. Ze zijn matig verlengd, anderhalfmaal langer dan breed. Ze zijn niet afgeplat: het voorste gewrichtsfacet is hoger dan breed. De onderzijde is overdwars gebold. De doornuitsteeksels hellen sterk naar achteren onder een hoek van 60°. Ze vormen van voor naar achteren afgeplatte driehoeken. De wervelboog is nogal laag, met lage richels en diepe pneumatische uithollingen. Beide ribfacetten vloeien niet samen. De voorste richel aan de onderkant van het zijuitsteeksel splitst zich vlak onder het ribfacet. De achterste zo gevormde tak vervloeit althans bij één zijde van een gevonden wervel met de normale achterste richel. Of dit een algemeen patroon is of een geval van individuele variatie, kon niet worden vastgesteld. De voorste tak kromt naar voren, evenwijdig lopend met de achterste richel in plaats van er mee samen te komen. Tussen beide richels bevindt zich een diepe uitholling. Het richelsysteem is opvallend gereduceerd zoals blijkt uit het ontbreken van de normale richel tussen het zijuitsteeksel en het achterste gewrichtsuitsteeksel — zodat de uitholling achter het zijuitsteeksel niet verdeeld is — en de richel tussen het doornuitsteeksel naar het voorste gewrichtsuitsteeksel. Door dit laatste kenmerk ontstaat een grote uitholling aan de voorste basis van het doornuitsteeksel. De richel tussen de achterste gewrichtsuitsteeksels loopt niet naar beneden uit. Er is geen hyposfeen-hypantrum-complex van secundaire gewrichtsuitsteeksels, een afgeleid kenmerk.
De ribben van de borstkas hebben de normale titanosauriforme bouw met een T-vormige dwarsdoorsnede en een afgeplatte plankvormige onderste schacht. De langste gevonden rib, van de voorkant, heeft een lengte van zevenenzeventig centimeter wat een goed indicatie geeft voor de hoogte van de romp. De breedte onderaan is zes centimeter. De kortere achterste ribben, die schuin naar voren staan, zijn nog meer afgeplat en hebben een breedte van negen centimeter. Alle ribben, ook de achterste, zijn gepneumatiseerd.
De voorste staartwervels zijn procoel, met een holle voorkant, en hebben de vrij hoge wervelboog op de voorste helft staan. Ze zijn niet bijzonder verticaal of horizontaal afgeplat. Bij de vermoedelijk derde staartwervel heeft het voorste gewrichtsuitsteeksel een kleiner naar voren gericht uitsteeksel op de voorste bovenrand. De doornuitsteeksels zijn plaatvormig, laag en recht omhoog stekend maar bezitten een naar voren gerichte hoek op de voorrand. Dat laatste kenmerk zet zich voort over de voorste wervels van de middenstaart die ook procoel zijn. Meer naar achteren echter worden de wervels amfiplat, dus met aan beide kanten platte gewrichtsfacetten van het wervellichaam. Sommige vermoedelijk nog meer naar achteren in de staart staande weer wervels zijn echter weer procoel zodat de conclusie luidde dat een voornamelijk procoele reeks onderbroken werd door een amfiplatte sector. Meer achterste wervels van de middenstaart hebben ook een grote tunnelvormige uitholling van de voorste basis van het doornuitsteeksel, net als bij Ampelosaurus.
De chevrons lopen tot minstens de twaalfde staartwervel door. Ze zijn Y-vormig, bovenaan niet overbrugd en tamelijk smal. Het onderste uitsteeksel heeft een ovale dwarsdoorsnede, is overdwars afgeplat en heeft kielen op de voorrand en achterrand.
Bij het darmbeen is het aanhangsel voor het zitbeen korter dan dat voor het schaambeen maar niet extreem. Het aanhangsel voor het schaambeen is opvallende krachtig ontwikkeld en vrij breed in zijaanzicht. Het hoofdlichaam van het schaambeen heeft geen foramen obturatum zien maar die opening zou zich in een afgebroken deel vlak bij de onderrand kunnen bevinden, een voor titanosauriërs ongewone positie. Het hoofdlichaam maakt een scherpe hoek met de rand van het heupgewricht, net als bij Alamosaurus. De schacht van het schaambeen is nogal lang en slank. De voorrand ervan is over de volle lengte licht hol, als bij Isisaurus. Er is geen opvallende "voet". Het zitbeen heeft een hoog en smal hoofdlichaam. Het raakt het darmbeen met een hol bovenvlak dat naar buiten en achteren uitloopt in een driehoekig naar boven overlappend uitsteeksel. Meestal is het bovenvlak bij titanosauriërs bol. Ampelosaurus en Rapetosaurus hebben gelijkende uitsteeksels maar die zijn veel minder sterk ontwikkeld. De schacht echter is opvallend kort en breed en eindigt in een rechte afsnijding.
Het dijbeen is van voor naar achter met matig afgeplat met een excentriciteit van 1, 72.
De voetklauwen hebben de gewone verticaal naar beneden en horizontaal naar buiten gekromde vorm. Ze zijn relatief recht. De punt steekt opvallend naar beneden uit.

## Fylogenie
Paludititan werd in 2010 binnen de Titanosauria in de Lithostrotia geplaatst.
De beschrijvers voerden Paludititan in verschillende gegevensverzamelingen in voor een exacte cladistische analyse. Hoewel alle uitkomsten gemeen hadden dat het een tamelijk afgeleid lid van de Titanosauria betrof, was de precieze positie in de evolutionaire stamboom toch elke keer anders; ze deden het artikel vergezeld gaan van een oproep tot een grotere standaardisering te komen op dit gebied. Veel analyses hadden tot resultaat dat Paludititan de zustersoort was van Epachthosaurus.